# Szalai Dániel
Szalai Dániel (Kecskemét, 1996. szeptember 5. –) magyar labdarúgó, a Bicske játékosa.

## Pályafutása
Élete első profi szerződését 2014 januárjában írta alá, 2018-ig. A Mezőkövesd elleni idegenbeli meccsen mutatkozott be az élvonalban.
2020. szeptember 10-től a Zalaegerszeg játékosa.
2022. július 28-án visszatért a Békéscsabához egy szezonra. 